# Веллсвілл (Міссурі)
Веллсвілл (англ. Wellsville) — місто (англ. city) в США, в окрузі Монтгомері штату Міссурі. Населення — 998 осіб (2020).

## Географія
Веллсвілл розташований за координатами 39°4′24″ пн. ш. 91°34′8″ зх. д. / 39.07333° пн. ш. 91.56889° зх. д. (39.073202, -91.568904).  За даними Бюро перепису населення США в 2010 році місто мало площу 3,99 км², з яких 3,98 км² — суходіл та 0,01 км² — водойми.

## Демографія
Згідно з переписом 2010 року, у місті мешкало 1217 осіб у 446 домогосподарствах у складі 289 родин. Густота населення становила 305 осіб/км².  Було 564 помешкання (142/км²).
Расовий склад населення:
| - 95,6 % — білих - 2,8 % — чорних або афроамериканців - 0,5 % — корінних американців - 0,1 % — вихідців з тихоокеанських островів |

До двох чи більше рас належало 0,8 %. Частка іспаномовних становила 0,7 % від усіх жителів.
За віковим діапазоном населення розподілялося таким чином: 25,9 % — особи молодші 18 років, 52,9 % — особи у віці 18—64 років, 21,2 % — особи у віці 65 років та старші. Медіана віку мешканця становила 41,0 року. На 100 осіб жіночої статі у місті припадало 98,2 чоловіків;  на 100 жінок у віці від 18 років та старших — 88,3 чоловіків також старших 18 років.
Середній дохід на одне домашнє господарство  становив 40 557 доларів США (медіана — 30 648), а середній дохід на одну сім'ю — 54 985 доларів (медіана — 45 855). Медіана доходів становила 39 375 доларів для чоловіків та 23 529 доларів для жінок. За межею бідності перебувало 18,0 % осіб, у тому числі 18,1 % дітей у віці до 18 років та 16,9 % осіб у віці 65 років та старших.
Цивільне працевлаштоване населення становило 462 особи. Основні галузі зайнятості: освіта, охорона здоров'я та соціальна допомога — 24,2 %, виробництво — 15,8 %, роздрібна торгівля — 12,3 %, транспорт — 9,1 %.